# 李文章
李文章（1962年12月16日—），男，汉族，宁夏中卫人，中华人民共和国政治人物。宁夏大学政法系毕业，中央党校在职研究生班政治学理论专业研究生学历。现任中共中央社会工作部副部长，中央信访工作联席会议办公室主任，国家信访局局长、党组书记。

## 生平
1979年8月，进入宁夏大学政法系，1983年毕业。1983年7月参加工作，任中卫中学教师。1984年12月加入中国共产党。1987年，供职于宁夏回族自治区团委工作。1991年，任宁夏回族自治区团委办公室副主任。1992年，任中共宁夏回族自治区党委办公厅秘书三处副处长。1994年，任宁夏回族自治区党委办公厅秘书一处处长。1998年，任宁夏回族自治区党委办公厅副主任。
2000年，任宁夏回族自治区党委副秘书长；次年担任党委副秘书长兼督查室主任。2003年，任宁夏回族自治区党委副秘书长、政策研究室主任。2003年12月，任中共银川市委副书记。2006年，任宁夏回族自治区司法厅党委书记、厅长，自治区监狱局第一政委。2008年1月，担任石嘴山市委书记、市人大常委会主任。2011年4月，担任中共固原市委书记、市人大常委会主任。2012年6月，任中共宁夏回族自治区党委常委，固原市委书记。2015年6月，任中共宁夏回族自治区党委政法委书记。
2016年6月，调任中共辽宁省委常委、政法委员会书记。2019年1月，调任中华人民共和国国家安全部政治部主任。2020年4月10日，国家信访局召开领导干部会议，中共中央组织部副部长、中央编办主任周祖翼宣布中央决定，李文章任国务院副秘书长、国务院机关党组成员，国家信访局局长、党组书记。2023年3月，当选全国政协常务委员、社会和法制委员会委员。2023年6月30日，不再担任国务院副秘书长职务，改任中共中央社会工作部副部长。